# Chromatiaceae
Die Chromatiaceae sind eine Familie von Bakterien innerhalb der Proteobacteria. Wie auch die Ectothiorhodospiraceae gehören sie zu der Ordnung Chromatiales, zusammen bilden sie die physiologische Gruppe der Schwefelpurpurbakterien. Sie betreiben eine anoxische Photosynthese mit der Oxidation von Schwefelwasserstoff zu Schwefel oder Sulfat. Dabei lagern sie den elementaren Schwefel, der als Endprodukt oder als Zwischenprodukt der Schwefelwasserstoffoxidation entsteht, in Form von Kügelchen oder Körnchen innerhalb der Zelle ab. Die meist anaeroben Mitglieder dieser Familie findet man hauptsächlich in Gewässern, sowohl in Süß- als auch in Salzwasser. Früher wurden viele Arten dieser Familie zu den ehemaligen Thiorhodaceae gestellt.

## Merkmale
Die Zellen der meisten Arten sind unbeweglich und kugelförmig, auch Stäbchen (z. B. Thiobaca) und Spirillen (z. B. Thiorhodovibrio) kommen vor. Einige Arten bilden Gasvesikel, z. B. Lamprocystis roseopersicina, L. roseopersicina, Thiocapsa rosea und Thiolamprovum pedioforme. Die Gasvesikel dienen dazu die optimale Wasserschichten zu erreichen, Geißeln sind in diesem Fall nicht nötig. Die meisten begeißelten Arten besitzen somit auch keine Gasvesikel, eine der Ausnahmen ist Lamprocystis roseopersicina. Zu den durch Geißeln beweglichen Formen zählen u. a. Chromatium, Allochromatium, Thermochromatium und Thiocystis.

## Die anoxygene Photosynthese
Die Schwefelpurpurbakterien verwenden im Allgemeinen Sulfid-Ionen (S2−), bzw. Schwefelwasserstoff (H2S) als Elektronendonor für die Reduktion von CO2. Sie unterscheiden sich damit von Phototrophen, die Wasser (H2O) als Elektronendonor nutzen, wie beispielsweise Cyanobakterien und Pflanzen, und die deshalb als Oxidationsprodukt des Wassers elementaren Sauerstoff (O2) bilden (oxygene Photosynthese). Bei der Photosynthese der Schwefelpurpurbakterien wird dagegen kein Sauerstoff freigesetzt, ihre Photosynthese ist somit anoxygen.
Die Chromatiaceae oxidieren Sulfide, bzw. Schwefelwasserstoff zu elementaren Schwefel und lagern den Schwefel in Form von Kügelchen innerhalb der Zelle (intrazellulär) ab. Der Schwefel kann dann weiter zu Sulfat oxidiert werden. Dieser Verlauf entspricht der Schwefeloxidation der Ectothiorhodospiraceae, nur dass diese den Schwefel extrazellulär ablagern. Eine Art der Ectothiorhodospiraceae, Thiorhodospira sibirica lagert den Schwefel allerdings nicht nur extrazellulär, sondern auch im periplasmatischen Raum der Zelle ab.
Bei autotrophem Wachstum und wenn als einzige Kohlenstoffquelle Kohlenstoffdioxid (CO2) genutzt wird, erfolgt der Aufbau von Zellmaterial unter Assimilation von CO2 mit Hilfe des Calvinzyklus. Chromatiaceae können in der Regel auch einfache organische Verbindungen verwenden, CO2 ist also nicht die einzige Kohlenstoffquelle, wie es bei den Pflanzen der Fall ist. Acetat und Pyruvat sind die am häufigsten genutzten organischen Kohlenstoffquellen. Polysaccharide, Poly-β-hydroxybutyrat und Polyphosphate werden oft als Energie- bzw. Phosphatreserven gebildet und in den Zellen eingelagert. Der in der Zelle abgelagerte elementare Schwefel fungiert als Elektronendonor- und Energiereserve, bei Abwesenheit von Schwefelwasserstoff wird der gespeicherte Schwefel weiter zu Sulfat oxidiert.
Chlorophyll ist meist das Bacteriochlorophyll α. Einige Arten besitzen auch Bacteriochlorophyll β, Beispiele hierfür sind: Thiococcus pfennigii, Thioalkalicoccus sibiricus und Thioflavicoccus mobilis. Die Carotinoiden, die in dieser Familie vorkommen, zählen zu den Gruppen der Spirilloxanthine (Thermochromatium, Thiocapsa und einige Arten von Allochromatium), Rhodopinale (Allochromatium) und Okenone (z. B. Chromatium). Auch Tetrahydrospirilloxanthin kommt vor (Thiococcus pfennigii).
Zusammen mit den schwefelfreien Purpurbakterien, den sogenannten grünen Schwefelbakterien und den grünen Nichtschwefelbakterien (Chloroflexi) gehören die Schwefelpurpurbakterien zu den anoxygen phototrophen Bakterien. Die bekannten phototrophen Cyanobakterien zeichnen sich dagegen durch die Sauerstoffbildung aus: Da Wasser als Elektronendonator dient wird Sauerstoff freigesetzt. Sie sind somit oxygen phototroph.

## Weitere Stoffwechselwege
Den Stoffwechsel betreffend kann man zwischen zwei Linien innerhalb der Chromatiaceae unterscheiden, den flexiblen und den spezialisierten (also unflexiblen) Arten. Physiologisch eher unflexible Arten sind beispielsweise Chromatium okenii, Chromatium weissei, Allochromatium warmingii, Isochromatium buderi, Thiospirillum jenense und Thiococcus pfennigii. Ohne verfügbares Sulfid erfolgt kein Wachstum, Sulfid ist der einzige nutzbare Elektronendonor, Wasserstoff kann nicht als Elektronendonor verwendet werden. Trotz der Fähigkeit auch Acetat und Pyruvat zu nutzen, bleiben sie abhängig von Kohlenstoffdioxid.
Zu den physiologisch vielseitigen Arten zählen unter anderem Thiocystis violacea, Allochromatium vinosum, Thiocapsa roseopersicina und Lamprobacter modestohalophilus. Einige von ihnen sind in der Lage, ohne reduzierte Schwefelverbindungen zu wachsen. Allochromatium vinosum kann zum Beispiel Wasserstoff als Elektronendonor verwenden. Einige können organische Verbindungen als Elektronendonoren nutzen. Auch Thiosulfat und Eisen(II)-Ionen können als Elektronendonoren fungieren.
Die Mehrheit der Chromatiaceae sind auch Stickstofffixierer: Sie reduzieren elementaren Stickstoff (N2) zu Ammoniak und zählen somit zu den diazotrophen Bakterien.

## Systematik
Folgende Gattungen zählen zu der Familie Chromatiaceae:
- Allochromatium Imhoff et al. 1998
- Chromatium Winogradsky 1888
- Halochromatium Imhoff et al. 1998
- Isochromatium Imhoff et al. 1998
- Lamprobacter Gorlenko et al. 1988
- Lamprocystis Schroeter 1886
- Marichromatium Imhoff et al. 1998
- Nitrosococcus Winogradsky 1892
- Phaeochromatium Shivali et al. 2012
- Rhabdochromatium (Winogradsky 1888) Dilling et al. 1996
- Rheinheimera Brettar et al. 2002
- Thermochromatium Imhoff et al. 1998
- Thioalkalicoccus Bryantseva et al. 2000
- Thiobaca Rees et al. 2002
- Thiocapsa Winogradsky 1888
- Thiococcus Imhoff et al. 1998
- Thiocystis Winogradsky 1888
- Thiodictyon Winogradsky 1888
- Thioflavicoccus Imhoff and Pfennig 2001
- Thiohalocapsa Imhoff et al. 1998
- Thiolamprovum Guyoneaud et al. 1998
- Thiopedia Winogradsky 1888
- Thiophaeococcus Anil Kumar et al. 2008
- Thiorhodococcus Guyoneaud et al. 1998
- Thiorhodovibrio Overmann et al. 1993
- Thiospirillum Winogradsky 1888